# Università di Vicenza nel Duecento
L'Università di Vicenza, istituita nel 1204 e funzionante per pochi anni fino al 1209, fu il primo Studio universitario del Veneto.

## Storia
Il 25 maggio dell'anno 825 l'imperatore Lotario I promulga il capitolare di Corteolona che costituì le scuole imperiali, oltre a Pavia capitale del Regno d'Italia, anche Vicenza ebbe la scuola pubblica di diritto, di retorica e arti liberali, ereditando la tradizione della scuola di diritto, fondata dall'imperatore romano Teodosio I; dalla sede vicentina dipendevano anche gli studenti di Padova, Treviso, Feltre, Ceneda e Asolo. Non si ha notizia però se, nei tre secoli successivi in cui il mondo feudale si chiuse all'interno delle mura dei castelli e delle città, questa scuola abbia mai funzionato.
Sembra invece che, come in molte altre città dell'impero, alla fine del XII secolo vi fosse anche a Vicenza una Scuola cattedrale, istituita dal vescovo Giovanni Cacciafronte che impiegava un theologus Lombardus come insegnante.
Agli inizi del XIII alcuni documenti attestano la nascita nel 1204 e la rapida chiusura nel 1209 di uno Studio Generale laico in città. Il fatto è ricordato dal cronista Gerardo Maurisio e dallo storico Antonio Godi.
Un documento del 4 ottobre 1205 - conservato nell'Archivio storico diocesano di Vicenza e riprodotto dal Savi - attesta la donazione con annessa rendita della chiesa di San Vito, in precedenza appartenente all'abbazia benedettina citata dal Godi, non più abitata dai monaci ed entrata in possesso del Capitolo della Cattedrale, agli scolari dello Studio di Vicenza e cita i nomi dei quattro rettori, tre stranieri e un italiano. Un breve di Innocenzo III, datato 25 novembre 1206, conferma questa donazione e loda gli studenti, anche per aver iniziato la ricostruzione della chiesa.
Dal confronto con altre università, si rileva quindi che quella vicentina fu la prima costituita in territorio veneto. Probabilmente il gruppo di studenti e professori che si insediò a San Vito proveniva da Bologna dove era in rotta con il Comune che cercava di limitare i loro privilegi e che, dopo il loro trasferimento a Vicenza, decretò il bando e la confisca dei beni per i docenti che avessero seguito gli studenti. A Vicenza essi trovarono, almeno agli inizi, un ambiente accogliente, in stretto rapporto con i canonici della cattedrale, all'interno della quale si svolgeva anche la cerimonia del conferimento del dottorato. Nello studio, sicuramente oltre a teologia e matematica, si insegnavano diritto civile e diritto canonico, materie essenziali in una città che contava a quel tempo più di duecento notai.
Da un ulteriore documento vicentino del 25 luglio 1209, anch'esso conservato presso l'Archivio della Cattedrale e riportato dal Savi, si viene a sapere che i docenti, insieme con rappresentanti degli studenti, designarono dei procuratori per curare la donazione della chiesa di S. Vito e di tutti i beni annessi a un sacerdote che accettava in nome dei monaci camaldolesi. Gli universitari quindi lasciavano la città.
Non è chiaro il perché della precoce chiusura dell'Università a Vicenza: probabilmente influì l'ambiente cittadino di lotte tra fazioni, forse si sospettarono infiltrazioni eretiche, forse in qualche modo il Comune di Padova – dove lo Studio universitario fu istituito nel 1222 - cercò di attirare gli studenti. Quanto alla data, alcuni storici ritengono che studenti e insegnanti non abbiano abbandonato del tutto lo Studio universitario nel 1209 o che non si siano immediatamente trasferiti a Padova, ma abbiano solo cambiato sede o siano ritornati temporaneamente a Bologna.
La sede della prima università, l'antica abbazia di S. Vito presso il fiume Astichello, fu demolita nel corso del XVI secolo: di essa è rimasto solo un crocifisso ligneo, attualmente alla chiesa di Araceli in Cristo re. Oggi l'area in cui sorgeva l'antica abbazia è occupata dal cimitero acattolico di Vicenza.
Nel 1410, qualche anno dopo che la città si era data alla Repubblica di Venezia, i vicentini inviarono una supplica al doge Michele Steno perché venisse restaurato lo Studio Generale - con la motivazione che già era esistito in città e i vicentini erano particolarmente propensi allo studio - ma la richiesta fu respinta, in favore della vicina Padova. A partire dal 1412 venne invece istituita una Scuola Pubblica, che funzionò per oltre un secolo.